# 일요드라마
| 월요일        | 화요일        | 수요일        | 목요일        | 금요일        | 토요일        | 일요일        | 월요일~금요일 | 토요일~일요일 | 일요아침 |
| 월요일~화요일 | 월요일~화요일 | 수요일~목요일 | 수요일~목요일 | 금요일~토요일 | 금요일~토요일 | 토요일~일요일 | 월요일~금요일 | 토요일~일요일 | 일요아침 |

일요드라마는 매주 일요일에 방송되는 텔레비전 드라마이다.

## 일본
- 일요드라마 (닛폰 TV)

## 한국
- KBS 2TV 일요드라마
- MBC 일요드라마
- SBS 일요드라마
- tvN 일요드라마
- TV조선 일요 드라마

## 같이 보기
- 토요드라마